# Tratado de Livadiá
El Tratado de Livadiá (en chino: 里瓦幾亞條約) fue un tratado desigual entre el Imperio ruso y la dinastía Qing de China firmado en Livadiá, en Crimea, el 2 de octubre de 1879, en el que Rusia acordó devolver una parte de las tierras que había ocupado de la región de Xinjiang durante la rebelión de los dunganes (1862–1877). Aunque las fuerzas chinas habían reconquistado la región, el tratado resultante fue extremadamente desfavorable para China. Como resultado, el gobierno chino se negó a ratificarlo y el emisario que negoció las condiciones fue condenado a muerte (aunque la sentencia no se ejecutó). Diecisiete meses después, las dos naciones firmaron el Tratado de San Petersburgo, que aparte de los asuntos territoriales, recogía en gran medida los mismos términos que el Tratado de Livadiá.

## Antecedentes
Véase también: Xinjiang bajo la dinastía Quing
La dinastía Qing con el emperador Qianlong conquistó Xinjiang del kanato de Zungaria a finales de la década de 1750. Sin embargo, la China de los Quing declinó a finales del siglo XIX después de la primera guerra del Opio. Una gran revuelta conocida como la rebelión de los dunganes ocurrió en las décadas de 1860 y 1870 en la China del Noreste, y el gobierno de los Qing casi colapsó en todo Sinjkiang, excepto en lugares como Tacheng. Aprovechando esta revuelta, Yaqub Beg, comandante en jefe del ejército de Kokand ocupó la mayor parte de Xinjiang y se declaró Emir de Kasgar.
Rusia fue oficialmente neutral durante el conflicto, pero como resultado del Tratado de Tarbagatai en 1864, ya había ganado alrededor de 910.000 km2 de territorio en Xinjiang. Además, el gobernador general ruso del Turquestán había enviado tropas al valle de Ili en 1871, aparentemente para proteger a sus ciudadanos durante la rebelión, pero habían construido una gran infraestructura en la capital de Ili, Gulja. Esto era típico de la estrategia rusa de tomar el control de una región y negociar el reconocimiento de su soberanía después del hecho.
La contrainsurgencia de los Qing, dirigida por el general Zuo Zongtang, se inició en septiembre de 1876 y concluyó en diciembre de 1877, habiendo retomado por completo las tierras perdidas. Durante este tiempo, Rusia había prometido devolver todas las tierras ocupadas a China.

## Términos del tratado
El Tratado de Livadiá constaba en realidad de dos acuerdos separados.

### Tratado fronterizo
El primer tratado constaba de dieciocho artículos y estipulaba que:
1. Rusia devolvería una parte de Xinjiang a China, manteniendo el oeste del valle de Ili y el río Tekes, asegurando que Rusia tendría acceso a la parte sur de Xinjiang.
2. En las tierras que estaban siendo devueltas, Rusia conservaría los derechos de propiedad que había establecido durante la ocupación.
3. Cualquiera de los dunganes que se rebelaron podrían optar por convertirse en ciudadanos rusos, y aquellos que no lo hicieran no serían castigados por sus actividades durante la rebelión.
4. A Rusia se le otorgó el derecho de abrir siete nuevos consulados en Xinjiang y Mongolia.
5. Rusia podría comerciar sin aranceles en Xinjiang y Mongolia.
6. A los comerciantes rusos se les dio acceso a las rutas comerciales que se extendían hasta Beijing y Hankou en el Yangtsé.
7. China pagaría una indemnización de cinco millones de rublos para cubrir los costos de ocupación de Rusia y las pérdidas de propiedad.

### Tratado comercial
El segundo tratado contenía diecisiete artículos que se centraban en la logística del comercio, como cuestiones fiscales, requisitos de pasaporte y procedimientos de certificación, cuyo efecto total era muy preferencial para los intereses comerciales rusos y representaba un acceso sin precedentes al interior chino. También hubo un artículo complementario no relacionado que reafirmó el derecho de Rusia a navegar por el río Songhua hasta Tongxiang en Manchuria.

## Altercados en China
En el momento de las negociaciones, China estaba en una posición fuerte. El ejército de Zuo todavía estaba en la región y superaba en número a las tropas rusas que quedaban. Además, Rusia había concluido recientemente la guerra ruso-turca y el Tratado de Berlín resultante no había sido particularmente favorable para ellos. Los gastos militares durante esa guerra también habían agotado el tesoro nacional, por lo que el hecho de que los términos de Livadiá estuvieran tan a su favor fue una gran sorpresa entre los funcionarios del gobierno cuando se hicieron ampliamente conocidos.
El tribunal chino culpó al negociador jefe, Chonghou, a quien se describió como inexperto y demasiado ansioso por terminar las negociaciones. A su regreso a Beijing en enero de 1880, fue denunciado como traidor, despojado de su rango y cargo y encarcelado. El gobierno decidió que necesitaba salvar las apariencias y, siguiendo el proverbio chino «mata al pollo para asustar al mono», ordenó su ejecución. Zhang Zhidong declaró que »los rusos deben ser considerados extremadamente codiciosos y truculentos al hacer las demandas y Chonghou fue extremadamente estúpido y absurdo al aceptarlas... Si insistimos en cambiar el tratado, puede que no haya problemas; si no lo hacemos, somos indignos de ser llamados un estado«. Además, el gobierno declaró que se negaría a ratificar el tratado y presionó a Rusia para reabrir las negociaciones. Naturalmente, Rusia quería mantener los términos del tratado, pero sus únicas opciones eran arriesgarse a otra guerra en Xinjiang, en la que no estaban preparados para librar, o aceptar la solicitud de China. Rusia entendió que las grandes potencias no ignorarían un intento de hacer cumplir un tratado no ratificado e incluso había mantenido las condiciones en secreto, por temor a que las potencias europeas intervinieran en nombre de China si se conocían los términos. Dada su situación financiera y el hecho de que el valle de Ili no era crucial para la seguridad rusa, acordaron discutir un nuevo tratado, pero con una condición: que Chonghou fuera indultado y se le perdonara la vida.
A medida que pasaban los meses, las tensiones entre los dos países se mantuvieron altas y ambos bandos se prepararon para la guerra. China envió a Zeng Jize como su nuevo negociador. Los emisarios extranjeros en Beijing abogaron por Chonghou, e incluso la reina Victoria intercedió personalmente. Finalmente, el 12 de agosto de 1880, se anunció que Chonghou sería liberado y se reanudaron las negociaciones. El Tratado de San Petersburgo resultante mantuvo muchas de las mismas disposiciones que el Tratado de Livadiá, con la principal excepción de que Rusia devolvería casi todo Xinjiang, menos una pequeña área reservada para los dunganos que querían convertirse en ciudadanos rusos, y que la cantidad del pago de la indemnización aumentó.

## Análisis
Durante muchos años, el gobierno chino perpetuó la historia de que Chonghou era el único responsable de la debacle, y esta fue también la opinión de los historiadores. Aunque Chonghou había sobrevivido, el gobierno lo convirtió en un paria; fue eliminado de los registros del gobierno y sus cartas no se publicaron póstumamente, como era la costumbre de los funcionarios judiciales chinos. Además, ni el gobierno chino ni el ruso conservaron ningún documento de las negociaciones, lo que dificulta determinar cómo China terminó con un tratado desigual a pesar de estar en una mejor posición para negociar.
El historiador Sarah C. Paine investigó las circunstancias en torno al tratado y descubrió que, contrariamente a la historia oficial, Chonghou era un diplomático experimentado y tenía una carrera de más de treinta años en negociaciones con Francia, Inglaterra y Estados Unidos. De hecho, encabezó la delegación en Francia para ofrecer la disculpa china después de la masacre de Tianjin en 1870.
En cambio, Paine cree que se debe culpar al gobierno de los Qing en su conjunto. En el Zongli Yamen (Ministerio de Asuntos Exteriores), el Príncipe Gong, quien había fundado el ministerio, tenía mucha experiencia en las relaciones con Rusia durante las negociaciones para la Convención de Pekín de 1860, y durante el período de ocupación rusa, había mucha comunicación entre los dos países cuyas demandas territoriales y comerciales rusas deberían haberse conocido mucho antes de que comenzaran las negociaciones. Sin embargo, a pesar de sus estatutos, el Zongli Yamen no fue la única agencia que se ocupó de los asuntos exteriores. Incluso dentro del ministerio, hubo una división entre los que estaban abiertos a los extranjeros (como el Príncipe Gong) y los que no.
Paine argumenta que dada la experiencia de Chonghou, debido a que los términos eran tan desfavorables para China, es poco probable que hubiera hecho esas concesiones por su cuenta, como lo demuestra la indignación posterior. Fue solo cuando la emperatriz viuda Cixi buscó comentarios sobre el tratado de otros que se convirtió en un escándalo. La instalación de Cixi de su sobrino como emperador también creó una lucha de poder en el gobierno entre ella y el príncipe Gong, cuyo hijo también estaba en disputa para suceder al emperador Tongzhi. Por lo tanto, el Príncipe Gong puede haber estado distraído e incapaz de aplicar su experiencia en asuntos exteriores. Además, Wenxiang, otro diplomático que también tenía experiencia en negociar con occidentales, había muerto en 1876.
En resumen, Paine creía que Chonghou fue mal asesorado por el Zongli Yamen y cuando el tribunal se indignó por el tratado, se convirtió en el chivo expiatorio, de lo contrario, el ministerio y, por extensión, los manchúes (que constituían la mayoría de los funcionarios del Zongli Yamen) tendrían que asumir la culpa.